# 石炭井区
石炭井区是中华人民共和国宁夏回族自治区石嘴山市已撤销的一个市辖区，于2002年10月19日正式划归大武口区。曾名石炭区和石嘴山三区。

## 历史
石炭井在秦统一六国前，即长期为北方少数民族游牧之地。而秦朝建立后属北地郡，汉朝时又属廉县。而后自三国至十六国时期，长期被少数民族占领。北魏时属薄骨律镇，西魏时属灵州普乐郡，北周属怀远郡，至隋朝时期归属灵州怀远县。在宋朝、西夏、元朝分别统治的时期，同属定州。明朝置“平虏（平罗）守御千户所”，当时石炭井地区有多被称之为“上迭里口”（蒙古语）。清朝时期属平罗所，后又置平罗县。民国时期，该地区挖煤者越来越多，故被民间称之为石炭沟，石炭即为煤之意。1941年宁夏建设厅厅长李翰园视察此地时，更名为“石炭井”。
1958年为保证酒钢的煤炭供应，国家开始投资建设石炭井矿区。1959年1月，“代开煤田建井公司”成立，管理石炭井矿区事务。当年5月，宁夏和内蒙古勘清了界限，石炭井地区划归宁夏平罗县辖。11月，在石炭井建立了区一级的县辖镇，辖石炭井、大蹬沟、清水沟和大武口公社。1960年在石炭井设立了大武口矿区，下辖大武口镇，归属平罗县。1962年9月，平罗县在石炭井组建了包括大武口沟口（大武口公社）在内的大武口镇，驻石炭井。1963年7月，将平罗县的大武口镇（驻石炭井）和大武口公社划归石嘴山市。1968年，大武口镇驻地迁到大武口，石炭井设立石炭井街道办事处，为镇的派出机构。1970年10月23日，石嘴山市革命委员会撤销石炭井办事处，从大武口划出并建立石炭区，成为当时石嘴山市的两个市辖区之一。1973年6月更名为石炭井区。1973年7月一度属新建立的银北地区管辖。1975年11月更名为石嘴山三区，1981年经地名普查重新更名为石炭井区。
1996年，石炭井区面积338平方千米，人口约7.5万人，区政府驻新华北街，辖4个街道：新华北街街道、新华南街街道、白芨沟街道、沟口街道。2000年第五次人口普查，石炭井区常住总人口60389人，其中，新华北街街道21338人，新华南街街道11811人，白芨沟街道19139人，沟口街道8101人。
2002年10月，中国国务院批复撤销石炭井区，将原石炭井区行政区划归大武口区。

## 地理
石炭井区地处贺兰山北段腹地，四面环山，地势险要，位于石嘴山市的西部。其西北与内蒙古自治区阿拉善盟接壤，南部分别与大武口区和平罗县相邻，东接惠农县（现惠农区）和石嘴山区（现惠农区）。总面积为678平方千米，平均海拔1430米。

### 自然资源
矿产资源丰富，现已探明的自然资源有煤（烟煤、无烟煤）、硅石、黏土、石灰岩和辉绿岩等。其中煤炭是石炭井区的主要优势，分布有大量的焦煤、瘦煤、肥煤、气煤、贫煤和无烟煤六种。著名的太西煤便产于此处。
区接近腾格里沙漠，年降水量少而蒸发量大，蒸发量约为降水量的10倍。降水多集中于7-9月，时间分布不均，约占全年总量的70%。地下水补给来源少，富水性差，水资源匮乏。
地处贺兰山北段低山地区，在山谷中分布有少量的可耕土地。土地类型多为灰钙土，成土母质为洪积物和母岩风化残留物，不适宜农业耕作。自然肥力低，水土流失大，植被稀疏，土地易沙化。植被以天然荒漠草原植物为主体，植被群落单一，生态环境脆弱。

## 矿难
- 1981年石炭井矿务局第二煤矿矿难
- 1954年汝箕沟煤矿矿难